# Idioma big nambas
El big nambas (V'ənen Taut, AFI: [ˈθ̼ənɛn tautʰ]) es una lengua malayo-polinesia hablada por unas 3400 personas (en 2001) en el noroeste de Malakula, en Vanuatu. Aproximadamente diecinueve pueblos en la región de Big Nambas del Malakula Interior usan el idioma exclusivamente sin variación dialectal. Fue estudiado en profundidad durante un período de aproximadamente 10 años por el misionero Dr. Greg. J. Fox, quien publicó una gramática y un diccionario en 1979. Una traducción de la Biblia en Big Nambas está en proceso de completarse.

## Fonología
Los fonemas consonánticos del Big Nambas aparecen en las siguientes tablas:
|           |         | Bilabial | Linguolabial | Alveolar | Velar |
| --------- | ------- | -------- | ------------ | -------- | ----- |
| Nasal     | Nasal   | m        | n̼ / m̺        | n        |       |
| Oclusiva  | sonora  |          |              | ⁿd       |       |
| Oclusiva  | sorda   | p        | t̼ / p̺        | t        | k     |
| Fricativa | sonora  | β        | ð̼ / β̺        |          | ɣ     |
| Fricativa | sorda   |          |              | s        |       |
| Líquida   | rótica  |          |              | r        |       |
| Líquida   | lateral |          |              | l        |       |

El Big Nambas tiene un inventario vocálico compuesto por los siguientes fonemas:
|         | Anterior | Central | Posterior |
| ------- | -------- | ------- | --------- |
| Cerrada | i        |         | u uː      |
| Media   | e        | ə       |           |
| Abierta |          | a aː    |           |

El Big Nambas tiene una estructura de sílabas compleja con una gran cantidad de grupos consonánticos posibles. Además, se permiten grupos de hasta cuatro vocales (por ejemplo, nauei, "agua"). El acento prosódico en Big Nambas es fonémico, pero en parte predecible. Las consonantes / t β r l n / muestran geminación fonémica cuando se producen dos idénticas entre sílabas. Las consonantes linguolabiales a menudo se marcan con un apóstrofo en la ortografía para distinguirlas de sus contrapartes bilabiales.

## Gramática
El Big Nambas es una lengua sintética.

### Sustantivos
Los sustantivos en Big Nambas son capaces de expansión de frases. Hay tres clases de sustantivos en Big Nambas:
1. Sustantivos poseídos obligatoriamente, más comúnmente partes constituyentes de cualquier objeto (partes del cuerpo, partes de árboles, números ordinales , posesivos)
2. Sustantivos poseídos opcionalmente, con las subclases:
  1. Sustantivos que toman el tercer posesivo singular nan o nen
  2. Sustantivos que toman el prefijo ar- "todos"
  3. Sustantivos de título (nombres y términos de parentesco)
3. Sustantivos no poseídos (pronombres personales e interrogativos)

Big Nambas presenta un sistema de sustantivos complejos, formados por derivación. Los sustantivos derivados pueden ser de cinco tipos:
1. Sustantivos abstractos, formados mediante el sufijo -ien a las raíces de los verbos (por ejemplo, tkar, "estar embarazada" / tkar-ien "embarazo")
2. Sustantivos articulados, formados por el prefijo na- o n- a una raíz verbal que comienza con una vocal (iu, "llueve" - nu, "(la) lluvia")
3. Sustantivos ordinales, formados por el prefijo del nominalizador ni- y el sufijo del posesivo -a (tl "tres" - ni-tl-a "tercero")
4. Sustantivos determinantes, formados por el prefijo ter- a algunas raíces de adjetivos (p'arei, "largo" - ter-p'arei, "el largo")
5. Sustantivos reverenciales, formados por el sufijo -et de algunos sustantivos (nut, "lugar" - nutet, "un lugar sagrado" / nap "fuego" - nep'et, "fuego sagrado")

Los sustantivos en Big Nambas pueden componerse siguiéndolos con una raíz verbal.
1. dəh-
2. cola
3. uas
4. amarillo
5. "jurel" ("cola amarilla")